# Бобровники (гмина, Бендзинский повет)
Бобровники (пол. Bobrowniki) — сельская гмина (волость) в Польше, входит как административная единица в Бендзинский повет, Силезское воеводство. Население — 11 249 человек (на 2004 год).

## Демография
| Перепись                       | Всего   | Всего | Женщины | Женщины | Мужчины | Мужчины |
| ------------------------------ | ------- | ----- | ------- | ------- | ------- | ------- |
| Единицы                        | человек | %     | человек | %       | человек | %       |
| Население                      | 11 249  | 100   | 5972    | 53,1    | 5277    | 46,9    |
| Плотность населения (чел./км²) | 216,4   | 216,4 | 114,9   | 114,9   | 101,5   | 101,5   |

## Соседние гмины
1. Гмина Меженцице
2. Гмина Ожаровице
3. Пекары-Слёнске
4. Гмина Псары
5. Радзёнкув
6. Гмина Сверклянец
7. Войковице